# Avenida Farrapos

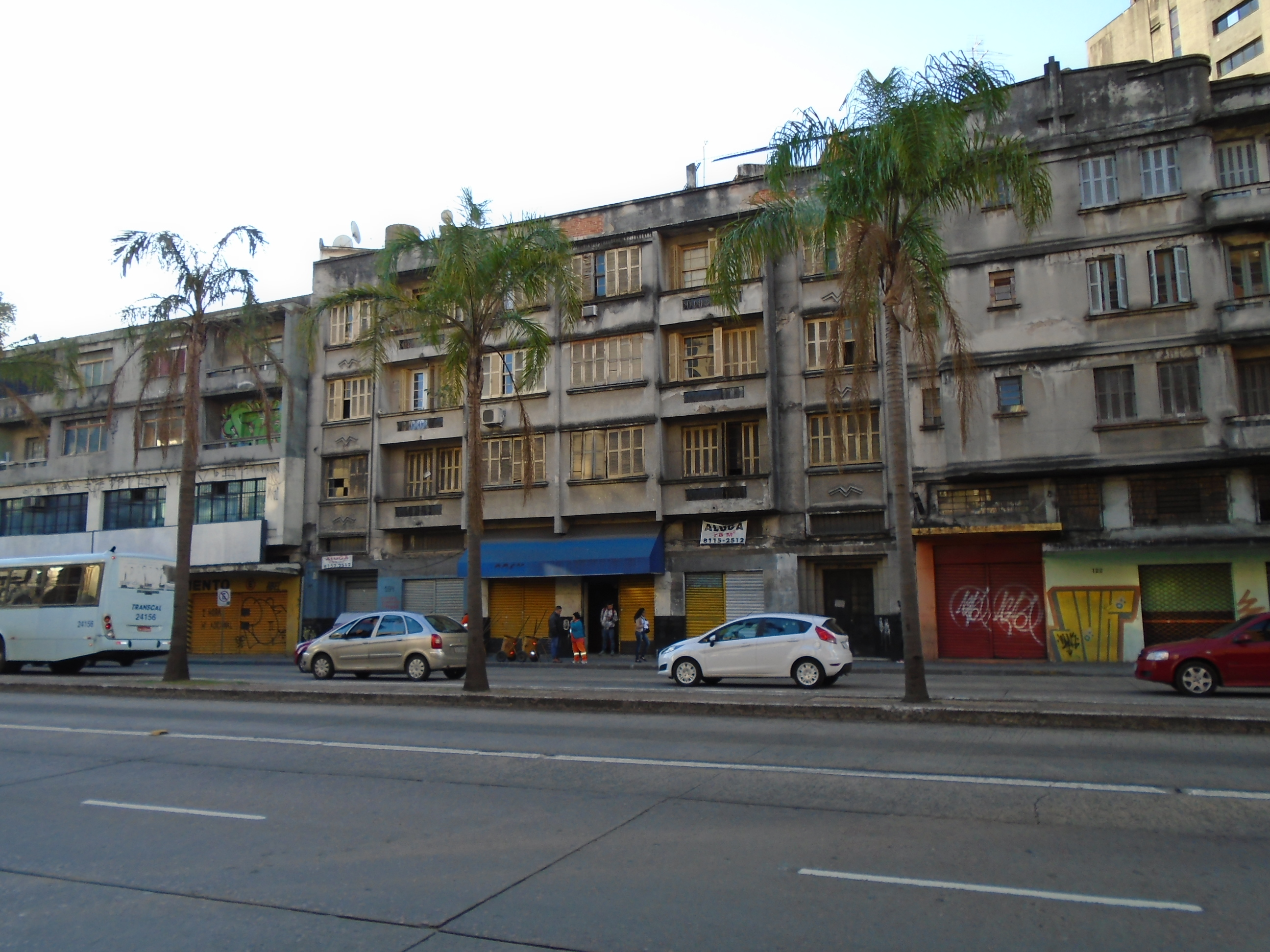
Trecho da Avenida Farrapos

A Avenida Farrapos é uma importante via pública da cidade brasileira de Porto Alegre, capital do estado do Rio Grande do Sul. É uma das principais radiais da cidade; liga o centro à zona norte, e é também uma das vias de trânsito mais caótico da cidade. 
A Avenida Farrapos se estende por 5,5 quilômetros, do Aeroporto Internacional Salgado Filho, na Avenida dos Estados, até o Túnel da Conceição. Com 30 metros de largura total, está dividida em quatro faixas, com canteiro no eixo de dois metros, e corredor central de ônibus. Atravessa três bairros: Floresta, São Geraldo e Navegantes. A vegetação ao longo da via é escassa, concentrada em pequenos núcleos compostos por pequenas praças.

## Histórico
Desde 1914, a Avenida Farrapos já existia como proposta, pois estava inserida no contexto de mudanças ocorridas em Porto Alegre que tinham por objetivo modernizar a cidade, adaptando-a às novas exigências. 
A construção da avenida teve início em 1939, e foi inaugurada em 1940, durante a gestão do prefeito José Loureiro da Silva. Antes se chamava Avenida Minas Gerais.
Como o Autódromo de Tarumã só foi inaugurado em 1970 e, antes disso, como os pilotos não tinham onde correr, as avenidas de Porto Alegre serviam como pista de corrida, e a Farrapos foi cenário para um Grande Prêmio Cidade de Porto Alegre em 1952, quando Julio Andreatta foi campeão.
Por volta de 1975, o prefeito Telmo Thompson Flores determinou que os paralelepípidos da avenida fossem substituídos por concreto.

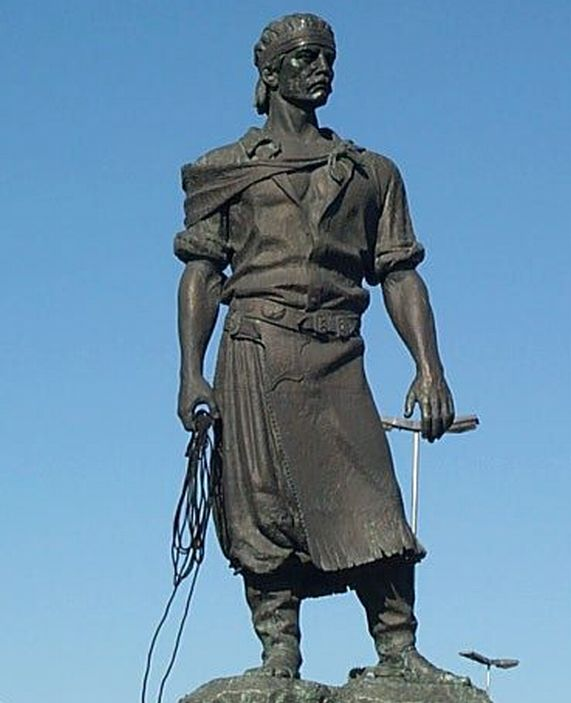
Monumento ao Laçador

Em 1980 foi implantado o primeiro corredor de ônibus da cidade, na Avenida Farrapos, durante a administração de Guilherme Socias Villela.
Não existiam árvores ao longo do canteiro central e nos passeios, que por serem estreitos não permitem o plantio. Após 2002, a prefeitura iniciou o plantio de palmeiras ao longo do canteiro central, e algumas floreiras foram instaladas junto às estações de ônibus.
O Monumento ao Laçador e o Túnel da Conceição marcam as extremidades da avenida, e são marcos referenciais da cidade de Porto Alegre. Projetada em 1940 por Vitorino Zani, a Igreja São Geraldo é o marco arquitetônico principal da Farrapos.
Apesar de sua importância e do patrimônio arquitetônico que nela se encontra, a Avenida Farrapos não recebe a atenção que merece, visto que aquela área da cidade sofre um processo de degradação. Há pelo menos 30 anos atrás, era glamuroso morar na Avenida Farrapos. Com o passar do tempo, com a chegada do corredor de ônibus, da prostituição, da violência, e com o esvaziamento do comércio local, a classe média que ali morava mudou-se para outras áreas da cidade. A poluição e a falta de manutenção dos edifícios degradam o expressivo conjunto arquitetônico art déco erguido ao longo da avenida.

### Referência bibliográfica
- «Ruschel, Simone Pretto. A modernidade na Avenida Farrapos. in». www.lume.ufrgs.br